# Anthony Aveni
Anthony Francis Aveni (ur. 5 marca 1938 w New Haven) – amerykański antropolog i astronom.
Znany szczególnie z publikacji i wkładu w rozwój archeoastronomii. Jest specjalistą w zakresie studiów nad antycznymi praktykami astronomicznymi na terenie Ameryk. Jest jednym z pionierów badań w zakresie astronomii historycznej w prekolumbijskich kulturach Mezoameryki. Jest obecnie (2009) profesorem na Colgate University w Nowym Jorku.

## Tłumaczenia prac na j. polski
- Imperia czasu. Kalendarze, zegary i kultury, Poznań 2001, Wyd Zysk i S-ka, Antropos, ISBN 83-7150-934-0.
- Schody do gwiazd. Obserwacje nieba w trzech wielkich starożytnych kulturach, Poznań 2002, Wyd Zysk i S-ka, s. 272, Antropos, ISBN 83-7150-994-4.
- Poza kryształową kulą. Magia, nauka i okultyzm od starożytności po New Age, Poznań 2001, Wyd Zysk i S-ka, s. 472, Antropos, ISBN 83-7150-675-9.
- Rozmowy z planetami. W jaki sposób nauka i mitologia wymyśliły kosmos, tł. Robert Bartołd, Poznań 2000, Wyd. Zysk i S-ka, Antropos, ISBN 83-7150-674-0.